# Johanne Nielsen

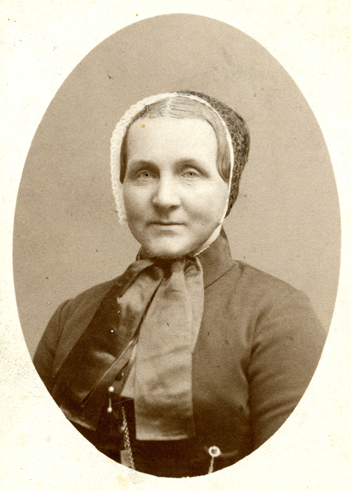
Hanne Nielsen

Johanne (Hanne) Ane Margrethe Nielsen, född den 11 september 1829 i Øverød, död den 15 juni 1903, var en dansk smör- och ostproducent. Hon tillhör de mest kända namnen inom dansk mejerihistoria. 
Hon var dotter till gårdägare Jacob Didriksen och Ane Christine Andersen och gifte sig 1848 med gårdägare Hans Nielsen i Øverød. 1847 övertog hon  Havarthigaardens Mælkeri efter sin far. Hon gjorde produkterna från denna till de mest uppskattade i Danmark och även välkänt utomlands, och premierades på utställningar både inom och utom Danmark. Hon beskrivs som handlingskraftig och energisk, och höll sig uppdaterad om alla de senaste nyheterna inom sitt fack, bland annat med studieresor. Hon undervisade också över 1.000 elever, enligt uppgift strängt men dugligt.